# Something’s Got to Give
Something’s Got to Give ist der letzte, unvollendete Spielfilm mit der US-amerikanischen Schauspielerin Marilyn Monroe aus dem Jahr 1962. Der Film sollte eine Neuverfilmung der Screwball-Komödie Meine Lieblingsfrau aus dem Jahr 1940 werden. Im Original spielten Irene Dunne und Cary Grant die Hauptrollen.

## Produktion

### Dreharbeiten
Marilyn Monroe hatte über ein Jahr keinen Film mehr gedreht und 12 Kilogramm abgenommen. Die Kostümbildner entwarfen einen neuen Look, der sie moderner wirken ließ. Vom Produzenten Henry T. Weinstein erhielt sie die Erlaubnis, die Dreharbeiten für den 29. Mai zu unterbrechen, um auf der Geburtstagsfeier des US-Präsidenten John F. Kennedy im Madison Square Garden aufzutreten. 
Vor Produktionsbeginn flog Monroe nach New York, um dort mit Lee Strasberg im Actors Studio an ihrer Rolle zu arbeiten. Am ersten Drehtag, dem 23. April, meldete sie sich aufgrund einer Nasennebenhöhlenentzündung krank. Folglich begannen die Dreharbeiten ohne sie. Als Monroe trotz ihrer Krankschreibung nach New York flog und dort auf der Präsidentengala auftrat, um Happy Birthday, Mr. President aufzuführen, konnte der Regisseur George Cukor es kaum fassen.  
Wieder zurück in Hollywood, entschloss sich die Schauspielerin für eine Swimmingpool-Szene, das hautfarbene Badekostüm abzunehmen und die Szene, als erster Hollywoodstar ihres Kalibers, nackt zu spielen. In den nächsten Tagen meldete sie sich erneut krank. Nachdem sie 17 von insgesamt 30 Drehtagen gefehlt hatte und die Produktionskosten in die Höhe geschossen waren, wurde Monroe am 8. Juni entlassen. Als Lee Remick sie ersetzen sollte, machte der Hauptdarsteller Dean Martin von seiner Vertragsklausel Gebrauch und lehnte mit folgenden Worten eine Neubesetzung ab: Keine Marilyn, kein Film.
Zur Wiedereinstellung forderte Monroe eine höhere Gage und einen neuen Regisseur. Cukor sollte durch Jean Negulesco ersetzt werden, mit dem Monroe bereits ihren Erfolg Wie angelt man sich einen Millionär? gedreht hatte. Die Filmarbeiten sollten im Oktober 1962 wieder beginnen, doch aufgrund Monroes Tod am 5. August blieb der Film unvollendet.

### Neustart
1963 wurde der Film neu gedreht. Der Regisseur Michael Gordon realisierte das Projekt mit Doris Day und James Garner in den Hauptrollen. Der Film erschien unter dem Titel Eine zuviel im Bett (Move Over, Darling).

### Rekonstruktion
Eine rekonstruierte Fassung des Films erhielt in der Bundesrepublik Deutschland den Titel Marilyn – Ihr letzter Film. Ausschnitte des Films in einer Länge von 37 Minuten wurden in der Fernsehdokumentation Marilyn Monroe: The Final Days (2001) gezeigt. Dafür wurden über 6 Stunden Filmmaterial ausgewertet, welche seit 1962 im Archiv der 20th Century Fox lagen. Für den rekonstruierten Teil des Films wurde der von Johnny Mercer komponierte Titel Something’s Gotta Give verwendet, der ursprünglich für den Fred-Astaire-Film Daddy Langbein (Daddy Long Legs, 1955) von „Ray Anthony and His Orchestra“ instrumental eingespielt und vokal von Frank Sinatra interpretiert wurde.